# HD 73534 b
HD 73534 b est une exoplanète de type géante gazeuse qui orbite autour de l'étoile HD 73534. Sa masse est 1,112 fois celle de Jupiter, et son rayon est estimé à 1,23 fois celui de Jupiter. Elle se situe à 2,99 unités astronomiques (UA) de son étoile, et met 4,8 ans pour effectuer une révolution complète. Son orbite a une excentricité de 0,13, ce qui la rend légèrement allongée, mais presque circulaire. Elle est située à environ 272 années-lumière de la Terre.
Sa découverte a été annoncée en 2008, et elle a été détectée par la méthode de la vitesse radiale.
La planète HD 73534 b a été nommée Drukyul, un terme qui signifie "pays du dragon du tonnerre", le nom traditionnel du Bhoutan.